# Atle Maurud
Atle Maurud (15 ottobre 1970) è un ex calciatore norvegese, di ruolo attaccante.

## Carriera

### Club
Maurud cominciò la carriera con la maglia del Gjøvik, per poi passare allo Gjøvik-Lyn. Si trasferì in seguito allo HamKam. Esordì in squadra, nella Tippeligaen, il 24 luglio 1994, quando sostituì Leif Nordli nella sconfitta per 5-1 contro il Kongsvinger.
Nel 1997 passò al Lyn Oslo, dove debuttò il 13 aprile, andando a segno nella sconfitta contro il Kongsvinger per 2-1. Tornò poi allo HamKam e successivamente giocò nel Lillehammer.
Nel 2002 militò nelle file del Raufoss, per cui disputò il primo incontro in data 20 maggio, quando sostituì Haraldur Ingólfsson nella sconfitta per 3-0 sul campo dello Hønefoss. Il 10 luglio siglò la prima rete, nel successo per 3-1 sullo Åsane.
Tornò in seguito al Gjøvik-Lyn, dove chiuse la carriera.